# Bedevilled
Bedevilled é um filme de drama policial norte-americano de 1955, dirigido por Mitchell Leisen e estrelado por Anne Baxter, Steve Forrest e Simone Renant.

## Elenco
- Anne Baxter – Monica Johnson
- Steve Forrest – Gregory Fitzgerald
- Simone Renant – Francesca
- Maurice Teynac – Trevelle
- Robert Christopher – Tony Lugacetti
- Joseph Tomelty – Padre Cunningham
- Victor Francen – Padre Du Rocher
- Raymond Bussières – Porteiro
- Jacques Hilling – Taxista
- Olivier Hussenot – Gerente do Hotel Remy